# Vrané nad Vltavou
Vrané nad Vltavou település Csehországban, Nyugat-prágai járásban. Vrané nad Vltavou Březová-Oleško, Zvole, Trnová, Jíloviště és Měchenice településekkel határos. Lakosainak száma 2679 fő (2024. január 1.).

## Népesség
A település lakosságának változását az alábbi diagram mutatja:
| Lakosok száma | 889  | 819  | 967  | 1598 | 1689 | 1794 | 2566 | 2600 | 2623 | 2679 |
|               | 1869 | 1890 | 1921 | 1950 | 1980 | 2001 | 2017 | 2019 | 2022 | 2024 |